# ツリフネソウ属
ツリフネソウ属（学名：Impatiens）は、ツリフネソウ科の1属で、９００種以上が知られる。日本では、ツリフネソウ、キツリフネ、ハガクレツリフネなどが自生する。ホウセンカやアフリカ原産のアフリカホウセンカ、園芸用に品種改良したニューギニアインパチェンスなどもよく栽培されている。

## 特徴
草本であるが、基部が木質化する種もある。葉は互生、または対生。花は葉腋から単独に出るか、散房状に出る。萼片は３枚で、稀に５枚。下方のものが袋状になって、下に曲がるか渦巻き状になる距を持つ。花弁は5枚で、左右のものはしばしば２枚ずつ合着する。果実は肉質の蒴果で縦に裂け、その際に裂片が勢いよく巻きながら種子を飛ばすことが多い。

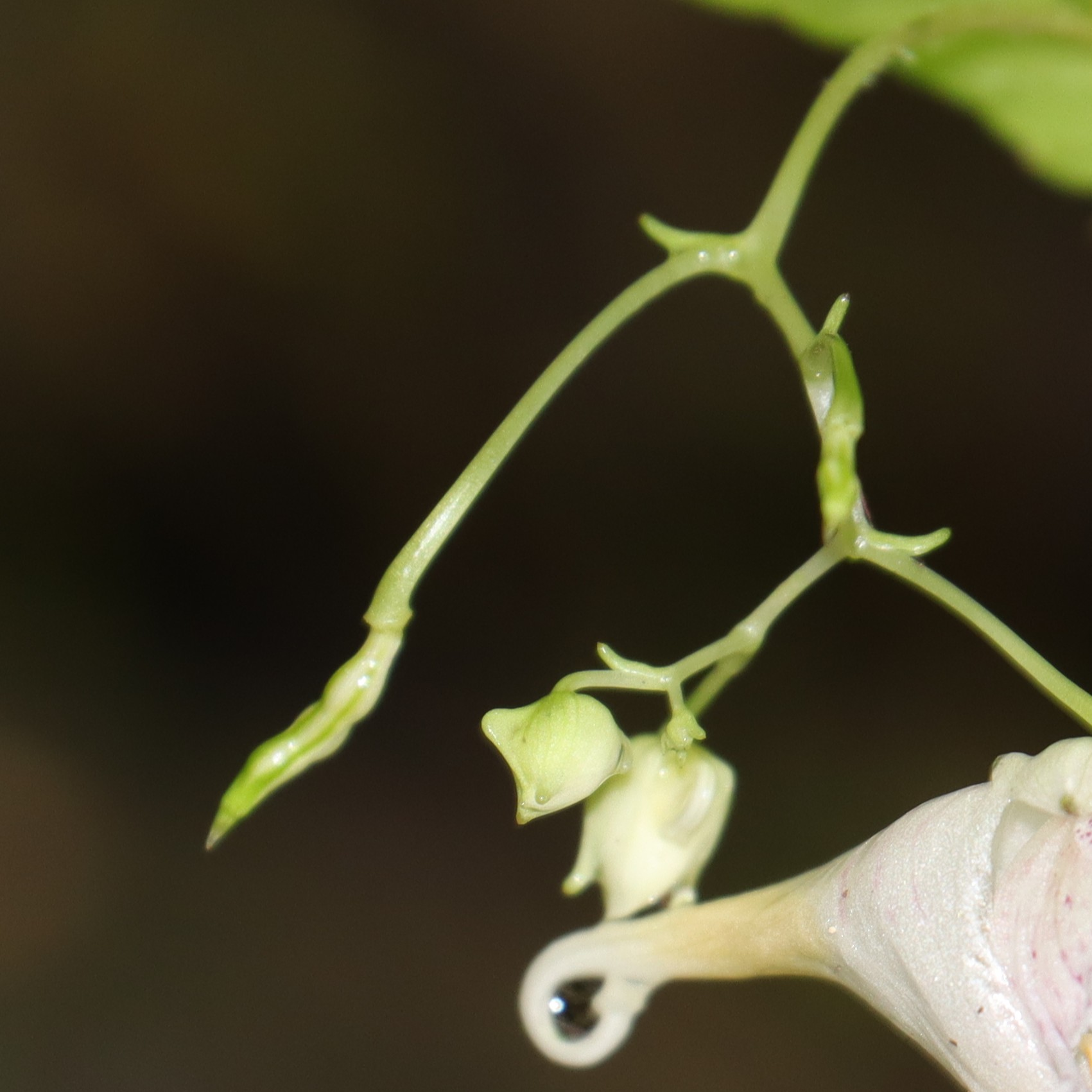
エンシュウツリフネの果実

## 主な種

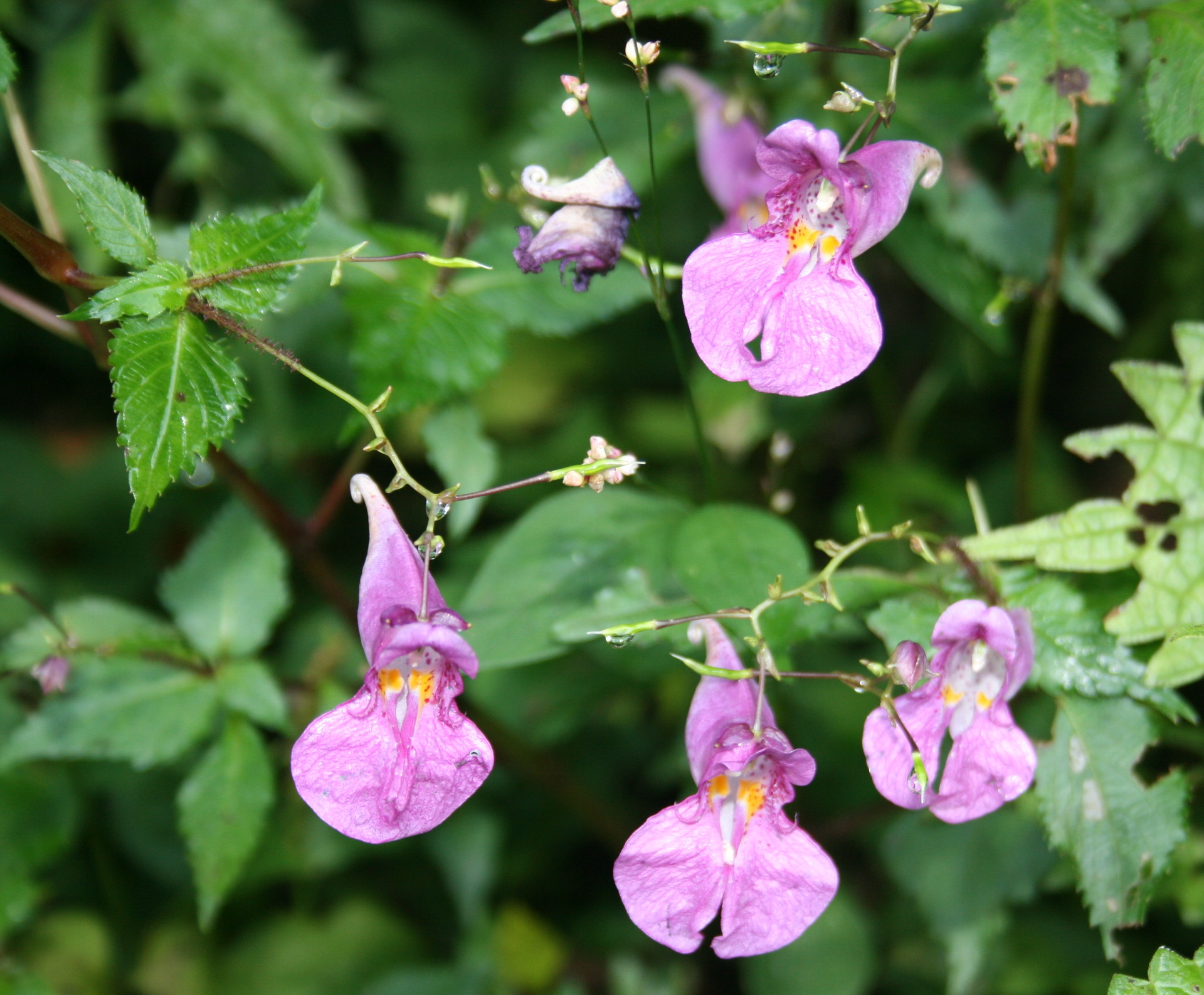
ツリフネソウ I. textori
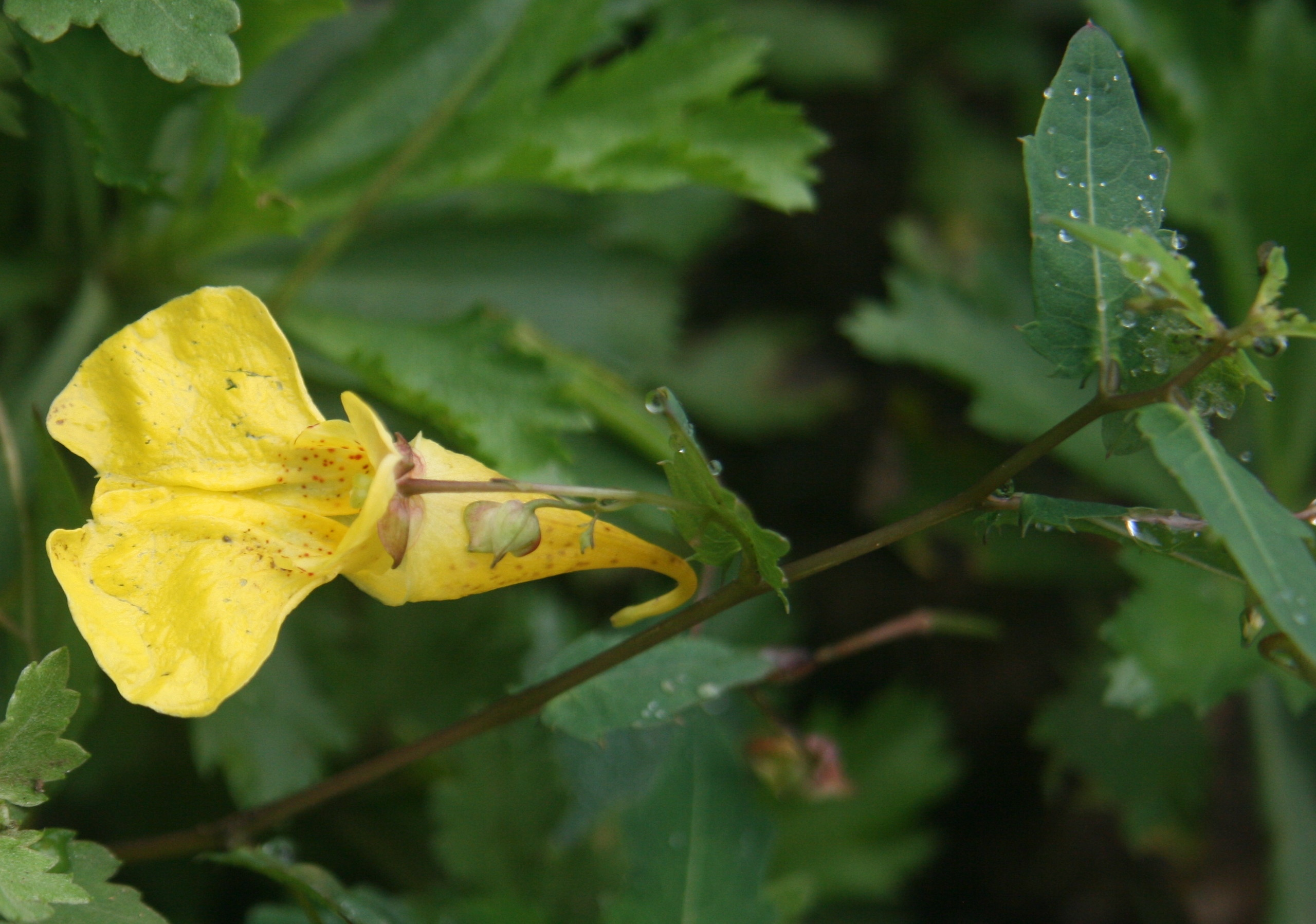
キツリフネ I. noli-tangere
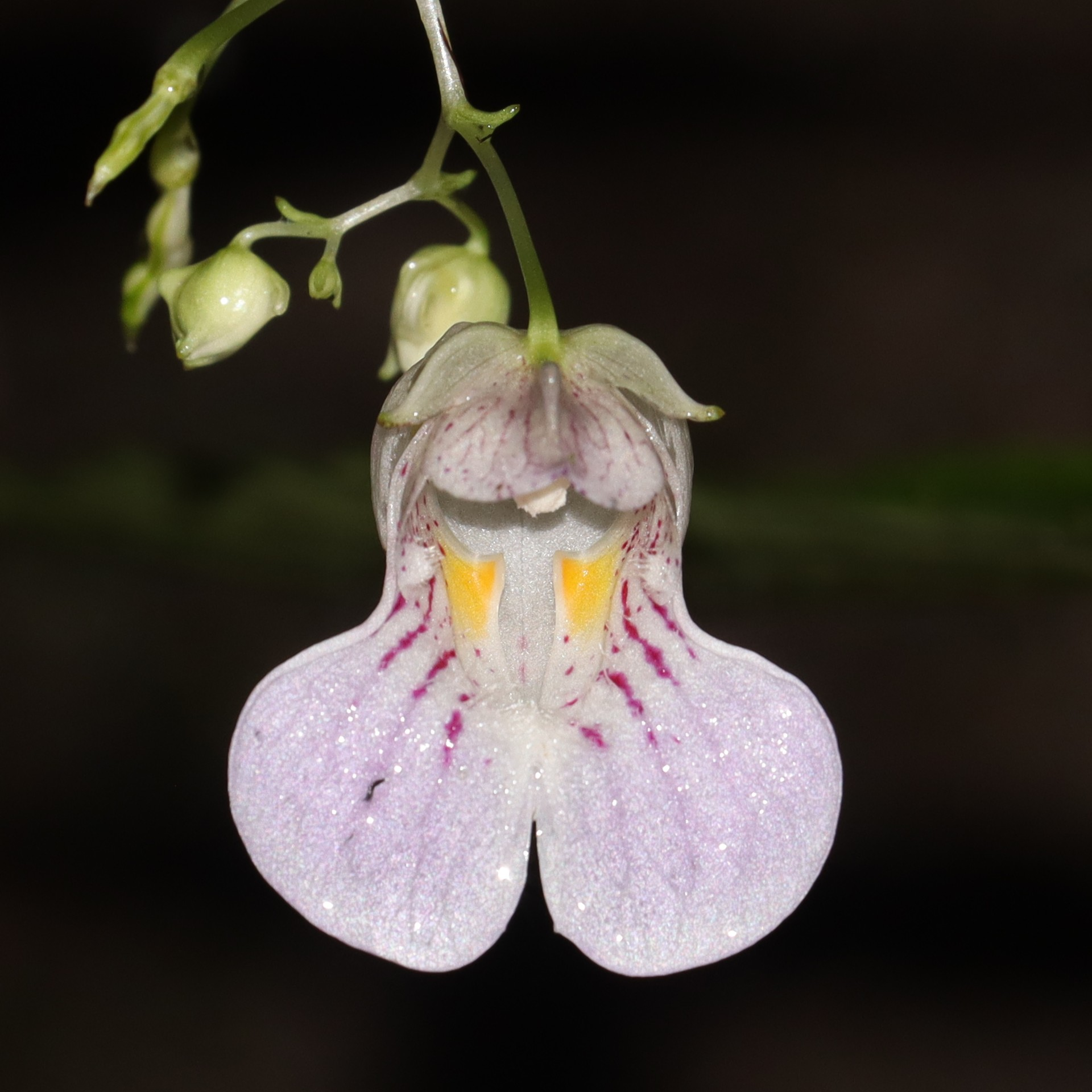
エンシュウツリフネ I. hypophylla var. microhypophylla
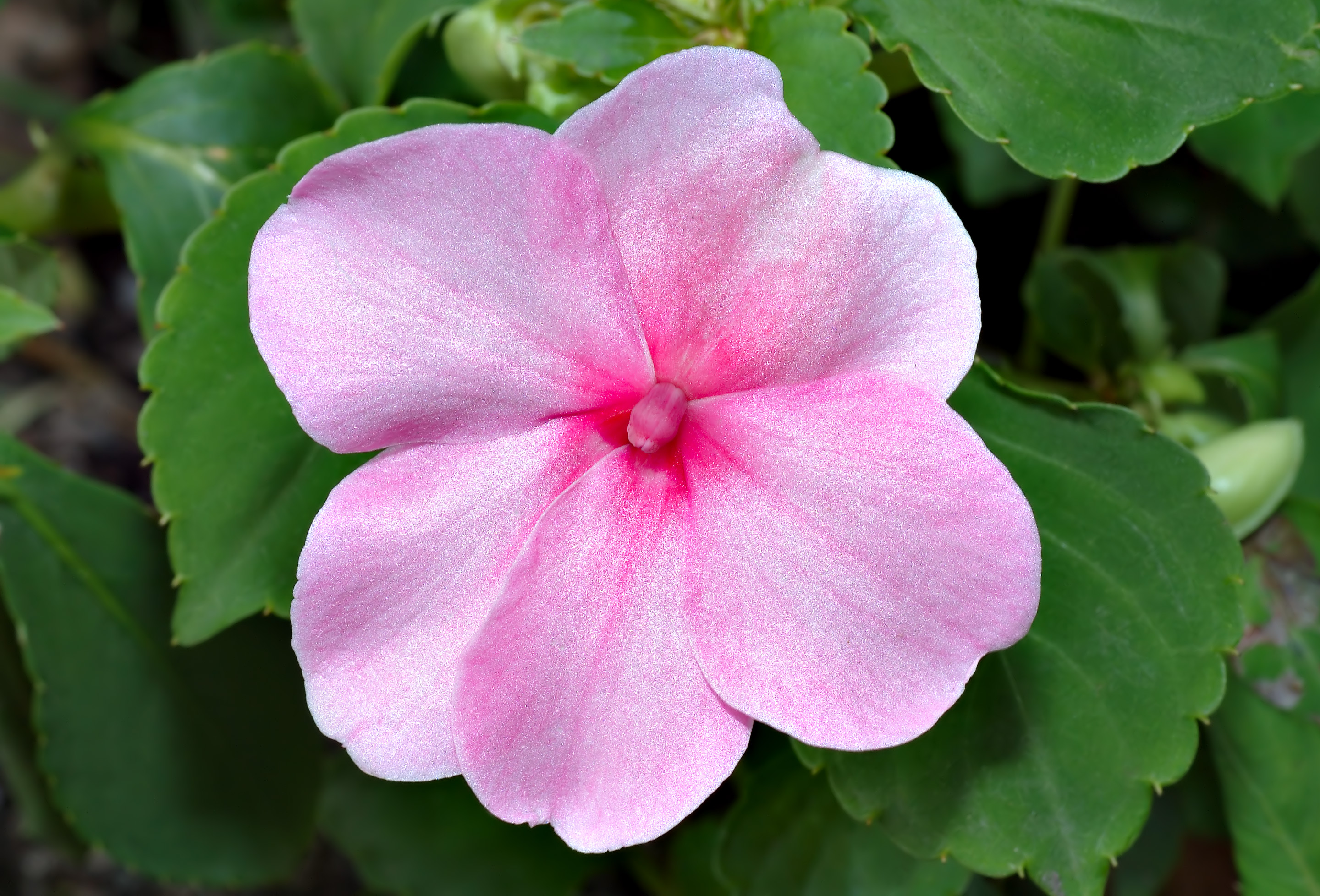
I. walleriana